# Винковци
Винковци (на хърватски: Vinkovci) е град в Хърватия, Вуковарско-сремска жупания.
Намира се на 90 метра надморска височина на 19 км югозападно от Вуковар. Има население от 35 312 жители (2011), с което е най-населеният град в жупанията, следван от нейния административен център Вуковар.
Сред неговите забележителности е Църквата на Петдесетница. Тя е построена през 1793 г., разрушена в края на 20 век и възстановена.